# Manuel Jorge Domínguez
Manuel Jorge Domínguez Diaz (* 8. Dezember 1962 in Barrado) ist ein ehemaliger spanischer Radrennfahrer.

## Sportliche Laufbahn
Er war Straßenradsportler und Teilnehmer der Olympischen Sommerspiele 1984 in Los Angeles. Im olympischen Straßenrennen schied er aus.
Domínguez gewann 1982 die nationale Meisterschaft im Straßenrennen der Junioren. Mit dem Gran Premio della Liberazione 1984 (vor Alberto Volpi) gewann er ein renommiertes italienisches Eintagesrennen für Amateure. Er bestritt die Internationale Friedensfahrt 1984 und kam auf den 41. Gesamtrang.
1985 wurde er Berufsfahrer im Radsportteam Seat-Orbea und blieb bis 1992 als Radprofi aktiv. 1986 holte er in der Vuelta a España und in der Vuelta a La Rioja jeweils einen Etappensieg. Er wurde Dritter der nationalen Meisterschaft im Straßenrennen (wie auch 1987) und in der Vuelta Ciclista a Castilla y León (wie auch 1988). 1988 gewann er eine Etappe der Tour de France und der Asturien-Rundfahrt. In der Vuelta a Galicia holte er zwei Etappensiege. Das Jahr 1989 wurde seine erfolgreichste Saison. Er gewann Etappen in der Katalonien-Rundfahrt (und gewann die Punktewertung), im Grand Prix Midi Libre, in der Asturien-Rundfahrt, in der Vuelta Ciclista a Castilla y León. Das Eintagesrennen Gran Premio de Llodio konnte er ebenfalls für sich entscheiden.
Domínguez bestritt die Tour de France dreimal. 1987 wurde er 118., 1988 128., 1991 schied er aus. Die Vuelta a España fuhr er achtmal. Der 52. Platz 1992 war sein bestes Gesamtresultat.